# Кирюшкина, Наталья Васильевна
Наталья Васильевна Кирюшкина (урожденная Шестакова; род. 1951) — советский мим и танцовщица, участница дуэта пантомимистов и танцоров Кирюшкиных (вместе со своим мужем Олегом). Заслуженная артистка Якутии.

## Биография
Родилась 11 сентября 1951 года в Якутске.
В 1970 году в ВТМЭИ, куда она, как танцовщица, была направлена с группой якутов — встретилась с Олегом Кирюшкиным, который пришел из любительской студии пантомимы (рук. А. Бойко).
Решение объединить пантомиму с танцем нашло воплощение в номере «Юность» (реж. Бойко, 1972). В 1973 году был подготовлен номер «Встреча» (другое название — «Девушка, хулиган и шарик») на мелодию песни «Little Man» Сонни Боно в исполнении оркестра Джеймса Ласта, сочетавший пантомиму, танец и жонглирование воздушными шариками.
С 1978 года дуэт работал в Хореографической мастерской Москонцерта. В 1980 году они показали сольную программу «Вечер танца и пантомимы» (балетмейстеры В. Манохин и Э. Виноградова, режиссёр Бойко), где участвовала младшая сестра Натальи, выпускница Московского Института культуры — Елена Шестакова.
К концу 1980-х годов Кирюшкины расстались. Впоследствии выступали за рубежом с другими партнёрами.
С мужем Клаусом Моравой проживает во Франкфурте-на-Майне в Германии.
В 2012 году посетила Якутск, где не была 18 лет.

## Награды
- Заслуженная артистка Якутии.
- Кирюшкины стали лауреатами Х Всемирного фестиваля молодежи и студентов в Берлине (1973), а номер «Встреча» поставленный Бойко, отмечен 1-й премией на V Всероссийском Конкурсе артистов эстрады (1974).